# Станіславський заказник
Станісла́вський зака́зник — ландшафтний заказник загальнодержавного значення в Україні. Один з об'єктів природно-заповідного фонду Херсонської області. 
Розташований у межах Білозерського району, на північний захід від села Станіслав. 
Площа 659 га. Статус присвоєно згідно з указом Президента України від 21.02.2002 року № 167/2002. Перебуває у віданні: Станіславська сільська рада. 
Заказник «Станіславський» розташований на узбережжі та прилеглій акваторії Дніпровського лиману. Охороняється поєднання степових ділянок і мальовничих крутосхилів з відслоненнями лесових порід, а також прибережної акваторії. Тут зростають: ковила волосиста, ковила Лессінга, тюльпан бузький, тюльпан Шренка, зморшок степовий, сальвінія плаваюча. Серед тварин трапляються: ктир велетенський, махаон, дибка степова, полоз жовточеревий, п'явка медична, які занесені до Червоної книги України.

## Галерея

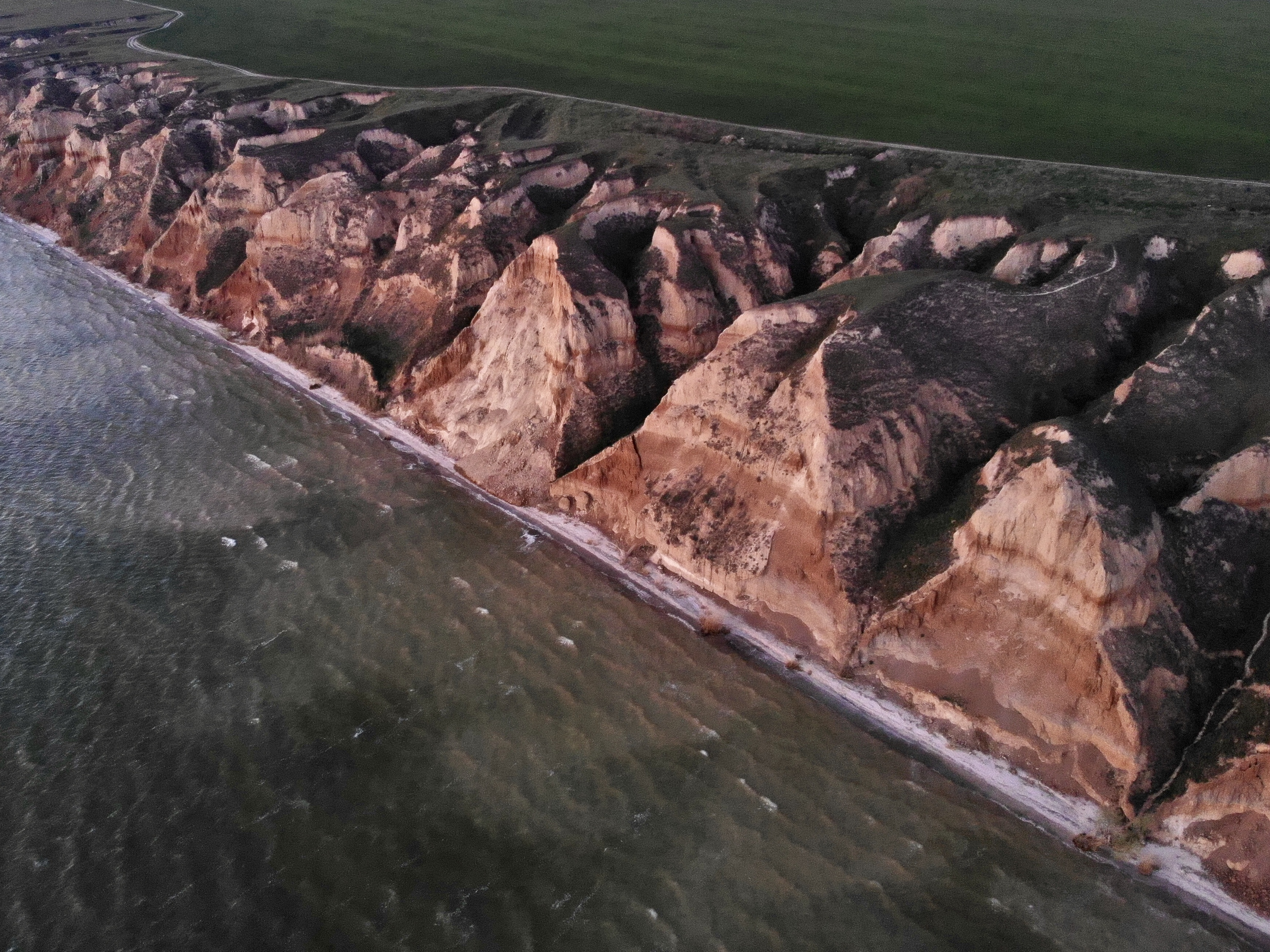
Вид на крутосхили з повітря, 2020 рік
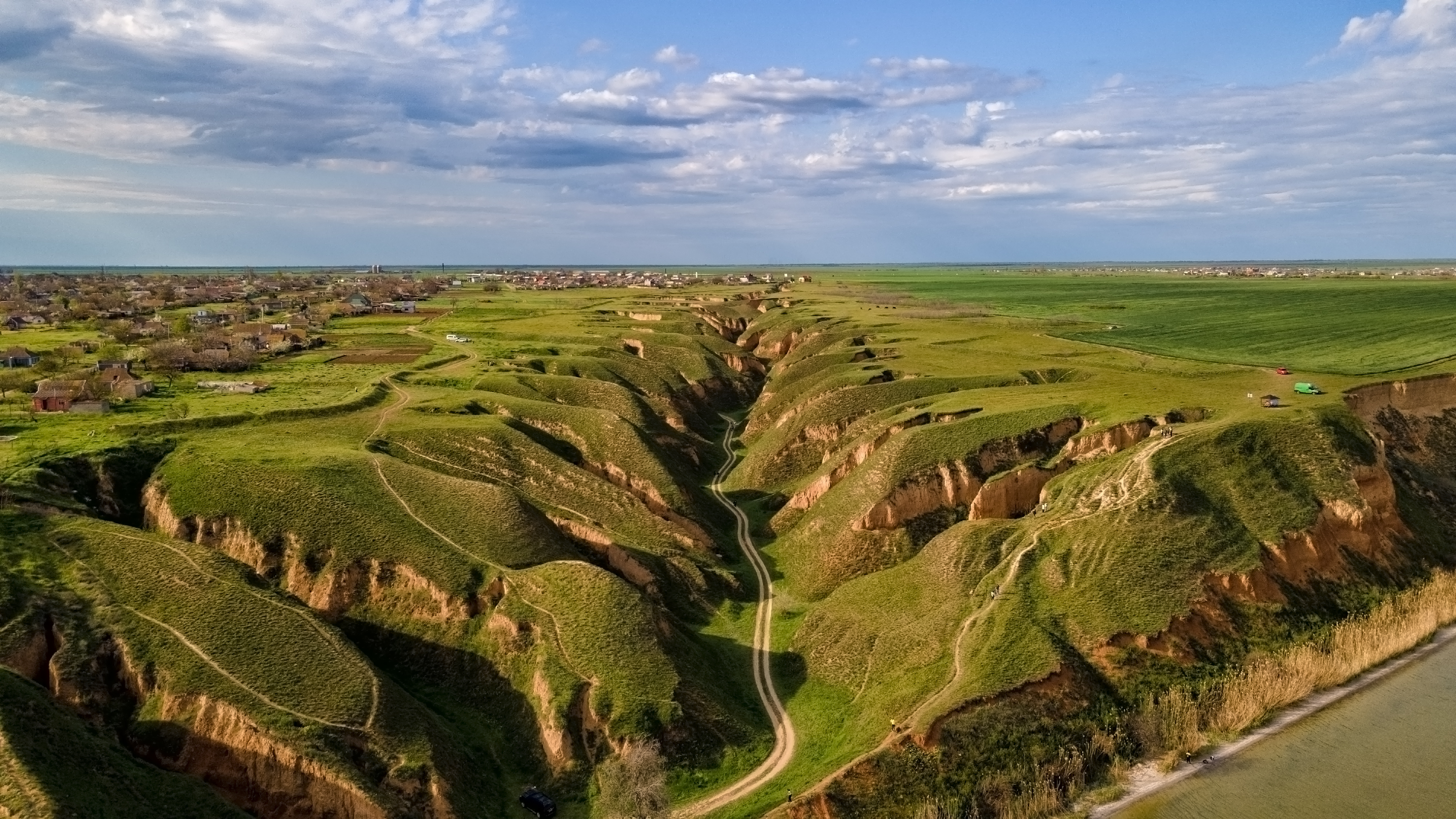
Балка Байдиха, 2021 рік
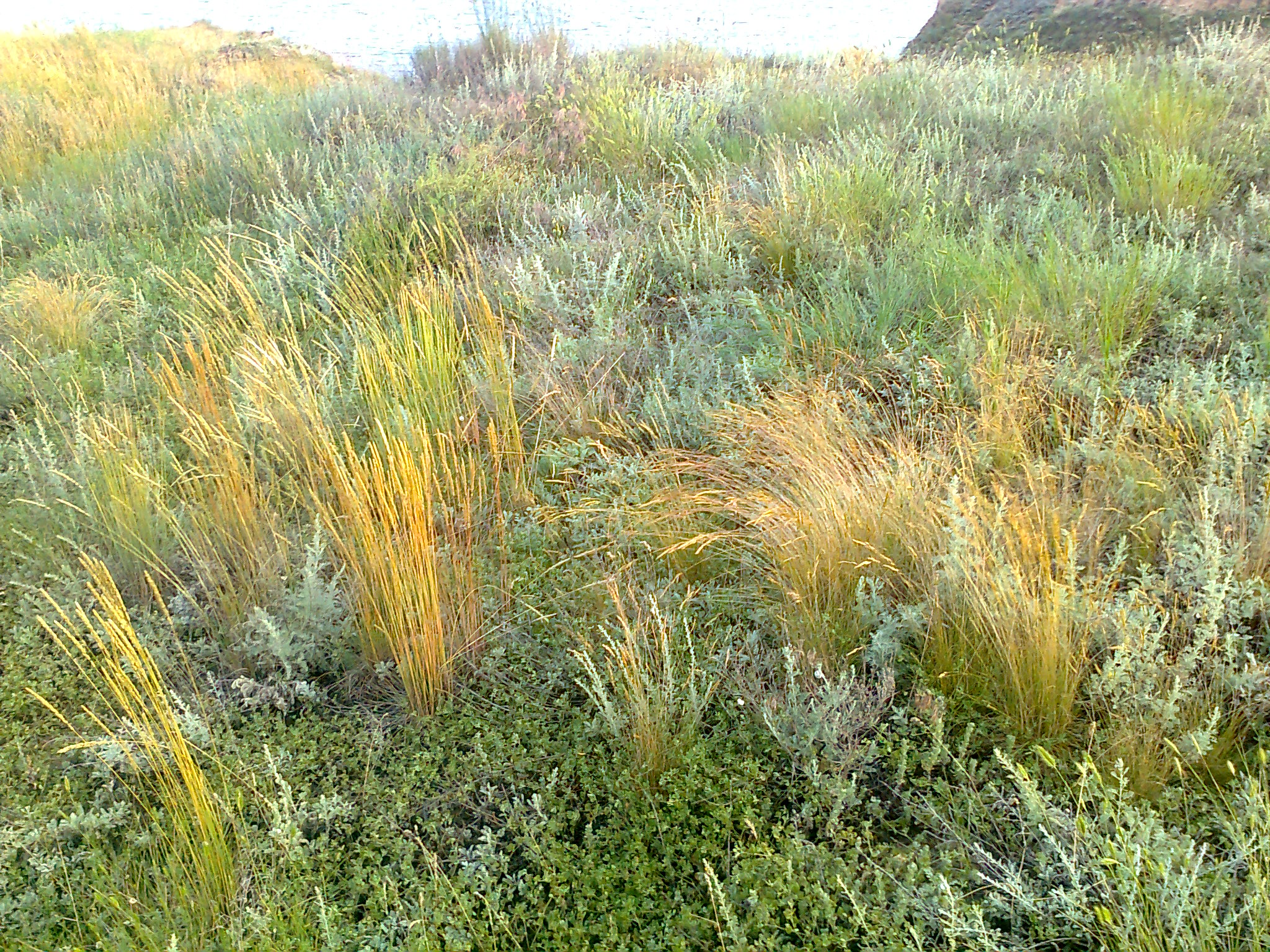
Флора заказника
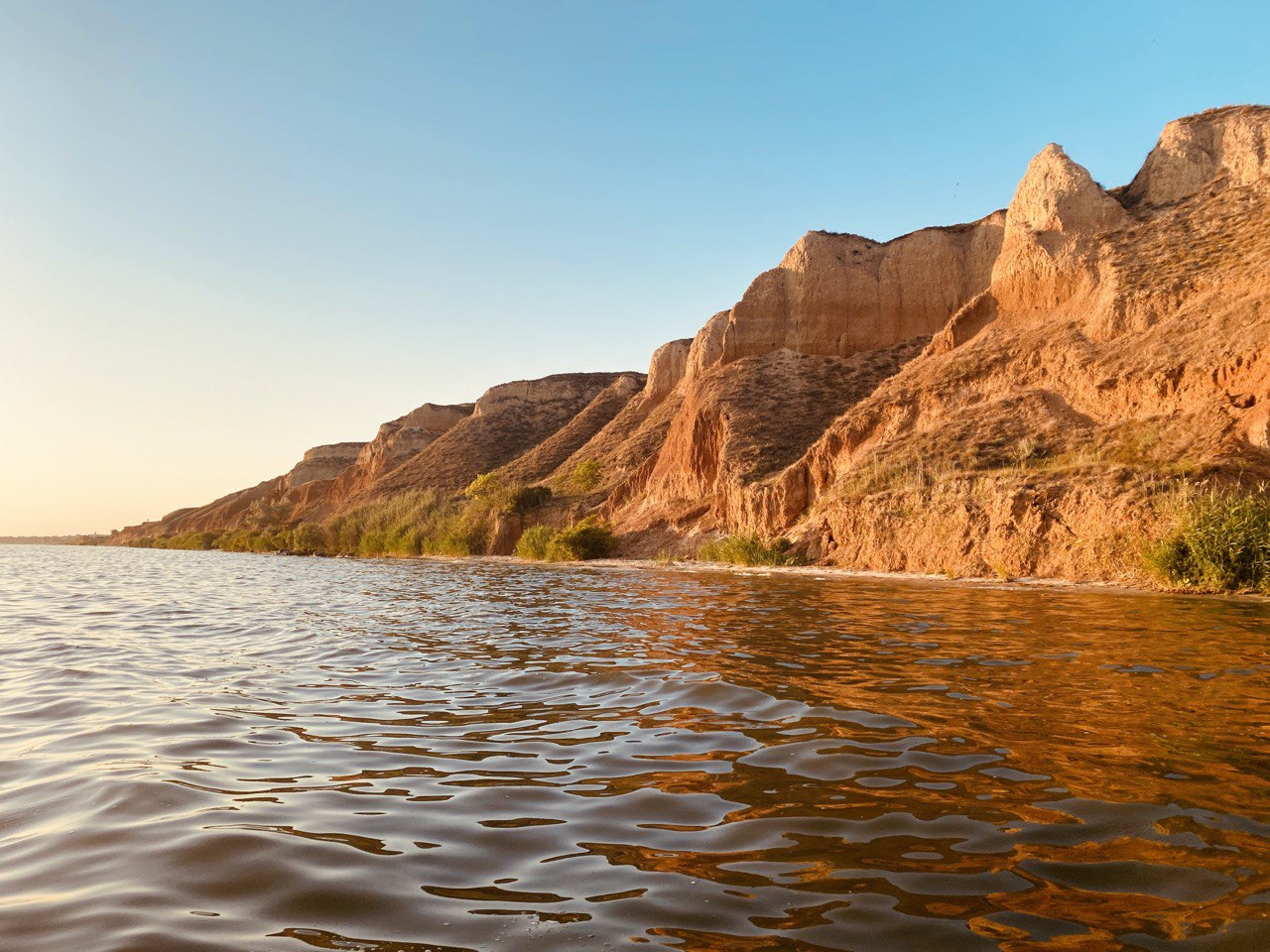
Вид на крутосхили з води